# گرگوری میدلتون
گرگوری میدلتون (به انگلیسی: Gregory Middleton) یک فیلم‌بردار اهل کانادا است.
از فیلم‌ها یا مجموعه‌های تلویزیونی که وی در آن‌ها نقش داشته‌است می‌توان به قطعات فراری، در میان غریبه‌ها و تعظیم‌نکرده، زانونزده، شکست‌نخورده اشاره نمود.
او تاکنون یک مرتبه برندهٔ جایزه جینی و دو مرتبه نامزد دریافت جایزه امی بوده است.